# Церква Успіння Пресвятої Богородиці (Гвізд)
Церква Успіння Пресвятої Богородиці (Гвізд) — дерев'яна гуцульська церква в с. Гвізд Івано-Франківської області, Україна, пам'ятка архітектури національного значення.   

## Історія
Церква датована 1739 роком, перенесена на теперішнє місце в 1793 році з урочища "Могилки".  У радянський період церква  охоронялась як пам'ятка архітектури Української РСР (№ 1186). Радянській владі не вдалося закрити храм і перетворити на музей, як це було заплановано. Використовується громадою Української греко-католицької церкви. З 2004 року в храмі служить о. Іван Гедзик. В 2017 році церкву за ініціативи священника реставрували: перекрили верх дахів, опасання і стіни над опасанням гонтом (до цього була перекрита бляхою, що призвело до руйнування стін та перекриттів храму).

## Архітектура
Церква хрестоподібна в плані, однобанна з квадратним зрубом нави. До вівтаря прибудовано ризницю. Опасання розташоване на вінцях зрубів навколо церкви.  Над квадратним зрубом нави розташована восьмигранна основа бані. Двоскатні дахи бокових зрубів мають маківки. Церква перекрита гонтом.  Вхідні двері розписані релігійними зображеннями.

## Дзвіниця
Біля церкви розташовується триярусна квадратна, дерев'яна дзвіниця.  Перший ярус зі зрубу, а верхні побудовані в каркасний спосіб.